# Lenart v Slovenskih goricah
Lenart v Slovenskih goricah este un oraș din comuna Lenart, Slovenia, cu o populație de 3.006 locuitori.